# Quodlibet (Verein)

Plakat für einen vom Quodlibet organisierten Maskenball (1927)

Das Quodlibet war ein zwischen 1858 und 1958 bestehender Basler Verein, gegründet mit dem Zweck, den Mitgliedern durch verschiedene Kunstgattungen «fröhliche und genussreiche Abende» zu verschaffen.
1869 hatten sich innerhalb des Vereins die fünf Sektionen «Musik», «Gesang», «Theater», «Humor» und «Materielles» (Infrastruktur) etabliert, wobei im 19. Jahrhundert die ersten beiden Sektionen innerhalb des Vereins den Vorrang einnahmen: Sie pflegten Ouvertüren, Serenaden, Sonaten und Märsche, aber auch Gesangsvorträge und Duette. Die Theatersektion brachte Lustspiele, Possen und Schwänke von zeitgenössischen Erfolgsautoren. Gleichzeitig organisierte das Quodlibet gemeinnützige Veranstaltungen im Stadttheater Basel und gab in der Burgvogtei und im Casino Feste, später auch populäre Bälle.
Das Quodlibet war auch massgeblich an der Organisation der Basler Fasnacht beteiligt. Der Verein stellte das «Initiativ-Comité» und war für die Prämierung der Züge verantwortlich. 1910 übergab er dieses Mandat dem heute noch bestehenden Fasnachts-Comité.
Zwischen 1911 und 1954 erschien die Vereinszeitung «Q».
Die Aktivität des Vereins erreichte in den 1920er und frühen 1930er Jahren ihren Höhepunkt. Durch den Zweiten Weltkrieg wurde das Vereinsleben dann aber stark beeinträchtigt. 1958 wurde das Quodlibet in einen Bridgeclub umgewandelt.